# 茂源关西流芳牌坊
茂源关西流芳牌坊是一座清代石牌坊，位于中国江西省兴国县江背镇茂源村茂源组。江西省文物保护单位。
茂源关西流芳牌坊建于清朝咸丰四年（1864年）。2018年3月9日，江西省人民政府公布“茂源关西流芳牌坊”为第六批省级文物保护单位。